# Криничне (Алчевський район)
Криничне — селище в Україні, у Кадіївській міській громаді Алчевського району Луганської області. Населення становить 319 осіб. Орган місцевого самоврядування — Червоногвардійська селищна рада.
Знаходиться на тимчасово окупованій території України.
Відповідно до Розпорядження Кабінету Міністрів України від 12 червня 2020 року № 717-р «Про визначення адміністративних центрів та затвердження територій територіальних громад Луганської області» увійшло до складу Кадіївської міської громади.

## Географія
Село розташоване на річці Комишуваха. Сусідні населені пункти: місто Кадіївка (вище за течією Комишувахи) на південному заході, селища Криничанське, Яснодольськ на південному сході; села Богданівка на сході, Зарічне, Червоний Лиман, Петровеньки на північному сході (всі чотири нижче за течією Комишувахи); села Бердянка, Весняне на півночі, селище Тавричанське і місто Голубівка на північному заході .